# Cougar Town: Miasto kocic
Cougar Town: Miasto kocic – amerykański serial komediowy, emitowany przez stację ABC. Ukazuje on perypetie czterdziestoletniej rozwódki, wychowującej siedemnastoletniego syna. Kiedy myśli, że w nic w jej życiu się nie wydarzy, za namową młodszej koleżanki zaczyna się umawiać z mężczyznami. Pilot serialu został wyemitowany po, również wówczas debiutującym, serialu Współczesna rodzina.
Pomysłodawcą serialu jest Bill Lawrence (twórca Scrubs) i Kevin Biegel. Produkowany jest on przez Coquette Productions we współpracy z ABC Studios. Serial nagrywany jest w Culver Studios w Culver City, w Kalifornii. Oglądalność pierwszego odcinka wynosiła 11,28 milionów widzów, co było dobrym wynikiem.
W styczniu 2011 ABC złożyło zamówienie na trzecią serię. Obecnie zarówno w USA (ABC) jak i w Polsce (Fox Life) zakończono jej emisję.
10 maja ogłoszono, że stacja kablowa TBS odkupiła serial oraz że będzie kontynuować jego emisję począwszy od czwartej serii. Stacja wykupiła także prawa do powtórek trzech pierwszych serii.

## Obsada

### Główna
- Courteney Cox jako Jules Cobb, świeżo rozwiedziona samotna matka wychowująca siedemnastoletniego syna odkrywająca prawdę o randkowaniu i starzeniu się. Jules całą swą młodość poświęciła na wychowanie syna, dopiero teraz może nadrobić stracony czas i znów poczuć się jak "dwudziestka" ponownie szukając miłości. Mieszka w małym miasteczku na Florydzie i jest odnoszącym sukcesy agentem nieruchomości[7].
- Christa Miller jako Ellie Torres, sąsiadka i przyjaciółka Jules, żona Andy'iego Torresa, ma synka Stana. Sarkastyczna, niepokorna, często bywa zazdrosna o asystentkę i przyjaciółkę Jules, Laurie. Uwielbia plotkować. Uważa, że nowy styl życia Jules staje pomiędzy ich przyjaźnią.[8]
- Busy Philipps jako Laurie Keller, młodszy współpracownik i przyjaciółka Jules. Jest bardzo rozrywkowa i uwielbia imprezować. Często namawia Jules na całonocne imprezy i to ona wprowadziła ją do świata randek. To o nią zazdrosna jest Ellie. Obie uważają się za najlepsze przyjaciółki Jules. Lubi spędzać czas ze swoim chłopakiem z którym często zrywa[9].
- Brian Van Holt jako Bobby Cobb, bezrobotny, mieszkający na łodzi były mąż Jules. Większą część małżeństwa spędził w trasie koncertowej z nieodnoszącym sukcesów zespole. W weekendy opiekuje się synem Travisem. Czasem dorabia sobie kosząc trawę w szkole syna lub uczy gry w golfa. Do Jules zwraca się "J-Bird"[10].
- Dan Byrd jako Travis Cobb, siedemnastoletni syn Jules i Bobby'ego. Kocha oboje rodziców ale wciąż czuje się przez nich upokarzany zaczynając od dwuznacznych reklam biura matki poprzez koszenie trawy w jego szkole przez ojca. Ten pomaga mu zrozumieć, że nie ważne jest co mówią inni[11].
- Ian Gomez jako Andy Torres, sąsiad Jules, mąż Ellie. Jest oddanym mężem i kochającym ojcem Stana. Uwielbia kawę i spędzać czas z byłym mężem Jules, Bobbym[12].
- Josh Hopkins jako Grayson Ellis, jest barmanem, sąsiadem Jules. Uwielbia umawiać się z młodszymi od siebie dziewczynami i chwalić się nimi przed Jules. Jest podobnie jak Jules czterdziestolatkiem, niedawno po rozwodzie, ale w przeciwieństwie do niej podoba mu się życie jako singiel i nie chce się w nic angażować na stałe. Pomimo to niechcący wyznał Bobby'emu, że chciał mieć dzieci, ale jego była żona nie chciała mieć dzieci z nim.[13]

### Poboczna
- Carolyn Hennesy jako Barbara Coman, pracuje w tym samym biurze nieruchomości co Jules, jest od niej starsza (w trzecim odcinku wyznała, że ma 48 lat) i uwielbia spotykać się z dużo młodszymi mężczyznami.
- Nick Zano jako Josh, pierwszy po rozwodzie chłopak Jules.
- Rachael Harris jako Shanna, "nemesis" Jules.
- Alan Ruck jako Frank, mąż Shanny, który zakochał się w Jules.
- Yolanda Adams jako Yolanda Woods,

## Oglądalność

### Podsumowanie sezonu
| Sezon | Odcinki | Emisja (USA)     | Emisja (USA) | Oglądalnośc (w milionach) |
| Sezon | Odcinki | Premiera sezonu  | Finał sezonu | Oglądalnośc (w milionach) |
| ----- | ------- | ---------------- | ------------ | ------------------------- |
| 1     | 24      | 23 września 2009 | 19 maja 2010 | 7.34 (średnia)            |
| 2     | 22      | 22 września 2010 | 25 maja 2011 | 7.34 (średnia)            |
| 3     | 15      | 14 lutego 2012   | 29 maja 2012 | 5.19 (średnia)            |